# Йост Филип фон Харденберг
Йост Филип фон Харденберг (на немски: Jost Philipp von Hardenberg; * пр. 1586; † 24 май 1607) е благородник от род Харденберг в Долна Саксония.
Той е син на Йост фон Харденберг († 28 април 1586) и първата му съпруга София фон Бортфелд († ок. 1565). Баща му се жени втори път за Елизабет фон Харденберг († сл. 1604), дъщеря на Яспер фон Харденберг († 1561) и Елизабет Барнер. Елизабет е племенница на Дитрих фон Харденберг († 1527), епископ на Бранденбург (1521 – 1526).

## Фамилия
Йост Филип фон Харденберг се жени за Магдалена Агнес фон Маренхолц († 1648). Те имат три деца:
- Йост Аше фон Харденберг (* 1604; † 20 август 1669), женен за Сабина София Бер († 14 юли 1671)
- Анна Елизабет фон Харденберг (* 1605), омъжена за Йохан Хилмар фон Шпигел (1590 – 1643)
- Илза Анна фон Харденберг (1630 – 1687), омъжена I. за Рабе Аренд фон Оейнхаузен (1626 – 1667); II. 1670 г. за Фридрих фон Пост († 1671), III. 1677 г. за Филип Адам фон Масенбах

Магдалена Агнес фон Маренхолц се омъжва втори път за Ханс Кристоф фон Харденберг (1581 – 1645).